# Canton de Montmort-Lucy
Le canton de Montmort-Lucy est un ancien canton français situé dans le département de la Marne et la région Champagne-Ardenne.

## Géographie
Ce canton était organisé autour de Montmort-Lucy dans l'arrondissement d'Épernay. 

## Représentation

### Conseillers généraux de 1833 à 2015
| Période | Période          | Identité                                                                                        | Étiquette                 | Qualité |
| ------- | ---------------- | ----------------------------------------------------------------------------------------------- | ------------------------- | --- |
| 1833    | 1840 (décès)     | Baron puis Comte François Scholastique de Guéheneuc                                             | Centre gauche             | Lieutenant-général propriétaire à Étoges Ancien député (1828-1831) Pair de France (1832-1840)                |
| 1840    | 1867             | Baron Joseph Frédéric de Chaubry de Troncenord (1793-1880)                                      |                           | Ancien conseiller à la Cour Impériale de Paris Propriétaire du château de Congy, conseiller d'arrondissement |
| 1867    | 1871             | Marquis Charles de Bouthillier de Chavigny                                                      | Droite                    | Maire de Montmort                                                                                            |
| 1871    | 1880             | Baron René Charles Marie de Chaubry de Troncenord (1831-1906) (fils du Baron Joseph de Chaubry) | Droite                    | Propriétaire - Maire de Congy (1865-1871)                                                                    |
| 1880    | 1893 (décès)     | Achille-François Morant                                                                         | Républicain               | Maire de Congy                                                                                               |
| 1893    | 1919             | Léon Désiré Charlot                                                                             | Rad.                      | Notaire, maire d'Orbais, conseiller d'arrondissement                                                         |
| 1919    | 1940             | Jean-Charles Charpentier (1870-1954)                                                            | Rad.                      | Ingénieur agronome Maire du Baizil                                                                           |
|         |                  |                                                                                                 |                           | |
| 1945    | 1949             | Jean-Charles Charpentier                                                                        | Rad.                      | Maire du Baizil Président du Conseil Général (1945-1949)                                                     |
| 1949    | 1955             | André Buffry                                                                                    | Rad.ind.                  | Propriétaire, Étoges                                                                                         |
| 1955    | 1979             | François Crombez de Montmort                                                                    | MRP puis RI puis app. RPR | Propriétaire foncier Maire de Montmort                                                                       |
| 1979    | 2001 (démission) | Pierre-Yves Jardel                                                                              | UDF-CDS                   | Chef d'entreprise Conseiller régional Maire d'Orbais-l'Abbaye (1983-2014)                                    |
| 2001    | 2011 (décès)     | Michel Moussy                                                                                   | UMP                       | Viticulteur Maire de Suizy-le-Franc (1995-2008)                                                              |
| 2011    | 2015             | Olivette Barré                                                                                  | SE                        | Retraitée, Baye Suppléante de Michel Moussy, lui succède à son décès                                         |

### Conseillers d'arrondissement (de 1833 à 1940)
| Période                                  | Période      | Identité                                                  | Étiquette   | Qualité |
| ---------------------------------------- | ------------ | --------------------------------------------------------- | ----------- | --- |
| 1833                                     | 1836         | Baron Joseph Frédéric de Chaubry de Troncenord            |             | Propriétaire à Congy                                                                                        |
| 1836                                     | 1845         | Pierre Marie Petit (1774-1860)                            |             | Maire de Baye                                                                                               |
| 1845                                     | 1848         | Émile Hémart (1799-1872)                                  |             | Maire de Montmort                                                                                           |
| 1848                                     | 1852         | François Amable Sautereau (1807-1901)                     |             | Propriétaire, maire de La Chapelle-sous-Orbais                                                              |
| 1852                                     |              | M. Oudet                                                  |             | |
|                                          |              |                                                           |             | |
| 1871                                     |              | Baron Napoléon Louis Henry Kirgener de Planta (1815-1884) |             | Auditeur au Conseil d'État, maire d'Étoges                                                                  |
|                                          |              |                                                           |             | |
| av.1882                                  | 1893         | Léon-Désiré Charlot (1837-1924)                           | Républicain | Notaire, maire d'Orbais                                                                                     |
| Oct.1893                                 |              | M. Charlot                                                | Républicain | |
|                                          |              |                                                           |             | |
| 1901                                     |              | M. Rémy                                                   | Rad.        | |
|                                          |              |                                                           |             | |
| 1919                                     | 1936 (décès) | Edgar Bérat (1855-1936)                                   | Rad.        | Propriétaire, maire d'Étoges                                                                                |
| 1936                                     | 1940         | René Albert Courmeaux                                     | Rad.        | Propriétaire à Baye                                                                                         |
| 1940                                     |              |                                                           |             | Les conseils d'arrondissement ont été suspendus par la loi du 12 octobre 1940 et n'ont jamais été réactivés |
| Les données manquantes sont à compléter. |              |                                                           |             | |

## Composition
Le canton de Montmort-Lucy regroupait 22 communes et comptait 3 983 habitants (recensement de 1999 sans doubles comptes).
| Communes                | Population (2012) | Code postal | Code Insee |
| ----------------------- | ----------------- | ----------- | ---------- |
| Le Baizil               | 262               | 51270       | 51033      |
| Bannay                  | 27                | 51270       | 51034      |
| Baye                    | 393               | 51270       | 51042      |
| Beaunay                 | 114               | 51270       | 51045      |
| La Caure                | 66                | 51270       | 51100      |
| Chaltrait               | 87                | 51130       | 51110      |
| Champaubert             | 127               | 51270       | 51113      |
| La Chapelle-sous-Orbais | 46                | 51270       | 51128      |
| Coizard-Joches          | 107               | 51270       | 51157      |
| Congy                   | 288               | 51270       | 51163      |
| Corribert               | 50                | 51270       | 51174      |
| Courjeonnet             | 61                | 51270       | 51186      |
| Étoges                  | 261               | 51270       | 51238      |
| Fèrebrianges            | 159               | 51270       | 51247      |
| Mareuil-en-Brie         | 232               | 51270       | 51345      |
| Margny                  | 118               | 51210       | 51350      |
| Montmort-Lucy           | 589               | 51270       | 51381      |
| Orbais-l'Abbaye         | 567               | 51270       | 51416      |
| Suizy-le-Franc          | 91                | 51270       | 51560      |
| Talus-Saint-Prix        | 84                | 51270       | 51563      |
| La Ville-sous-Orbais    | 38                | 51270       | 51639      |
| Villevenard             | 216               | 51270       | 51641      |

## Démographie
| 1962  | 1968  | 1975  | 1982  | 1990  | 1999  | 2006  | 2009 |
| ----- | ----- | ----- | ----- | ----- | ----- | ----- | ---- |
| 4 390 | 4 703 | 4 240 | 3 989 | 3 987 | 3 983 | 4 013 | -    |